# Wreckx-N-Effect
Wreckx-n-Effect (bij oprichting tot 1990 Wrecks-n-Effect) is een Amerikaanse hiphop en new jack swing groep uit Harlem, New York. Rump Shaker, wat Wreckx-n-Effect in 1992 uitbracht, werd hun bekendste nummer en bereikte een tweede plaats in de Amerikaanse Billboard Hot 100. Ook in Nederland wist Rump Shaker de hitlijsten te halen, met plek 70 in de Single Top 100 en plek 8 in de Top 40 Tipparade. Voor Wreckx-n-Effect bleef groot succes buiten de Verenigde Staten echter uit. Sinds 1996 heeft de groep geen noteringen meer behaald in de hitlijsten.

## Over de jaren heen
Wrecks-n-Effect werd in 1988 opgericht door jeugdvrienden Aqil Davidson, Markell Riley (de jongere broer van Teddy Riley) and Brandon "B-Doggs" Mitchell. Alhoewel de groep eerst als trio de muziekwereld wilde betreden, drong de platenmaatschappij aan op het toevoegen van een vierde lid. Als reactie besloot de groep om Keith "K.C." Hanns als kandidaat-lid bij de groep te betrekken, waarna het viertal met behulp van Teddy Riley een deal met Atlantic Records sloot. Nog datzelfde jaar bracht de groep hun debuut-EP Wrecks-n-Effect uit, wat met weinig enthousiasme en erkenning werd ontvangen. Kort daarna besloten de drie oorspronkelijke leden hun samenwerking met Hanns te beëindigen.
In 1989 tekende de groep een nieuw contract bij Motown en werd aan nieuwe muziek gewerkt. Dit resulteerde in een debuutalbum dat wederom de naam Wrecks-n-Effect kreeg. De eerste single, New Jack Swing, werd een succes en behaalde de nummer 1-positie in de US Rap Songs hitlijst.
Op 8 augustus 1990 werd Mitchell op twintigjarige leeftijd neergeschoten in Manhatten. Davidson en Riley besloten door te gaan als duo en veranderde de naam als eerbetoon naar Mitchell in Wreckx-n-Effect. Het werk dat in de daaropvolgende periode plaatsvond werd in 1992 uitgegeven als het tweede album Hard or Smooth. Dit bereikte in de Verenigide Staten platinastatus voor de verkoop van 1 miljoen exemplaren. Lead single Rump Shaker werd een internationaal succes.
In 1993 bereikte politicus, activist en dominee Conrad Tillard een 'wapenstilstand' tussen de groepen Wreckx-n-Effect en A Tribe Called Quest, wat hem de bijnaam "Hip Hop Minister" opleverde. Tillard verklaarde dat de oplopende spanningen en confrontaties tussen de groepen Harlem in een oorlogsgebied deed veranderen.
Op 24 september 1996 kwam het duo met hun derde album, Raps New Generation, wat kon rekenen op zeer tegenvallende verkoopcijfers en slechte reviews. Voor het album werd het nummer Top Billin' uitgegeven als single, wat plek 38 bereikte op de US Rap Songs hitlijst. Dit is tot op heden de laatste door Wreckx-n-Effect uitgebrachte single en het laatste nummer dat een positionering op een hitlijst heeft behaald. In 2004 werd het nummer New Jack Swing aan de soundtrack van Grand Theft Auto: San Andreas toegevoegd.